# マラトンの戦い
マラトンの戦い（マラトンのたたかい、希語：Μάχη του Μαραθώνα）は、紀元前490年にギリシアのアッティカ半島東部のマラトンで、アテナイ・プラタイア連合軍がアケメネス朝ペルシアの遠征軍を迎え撃ち、連合軍が勝利を収めた戦いである。

## 背景
西方への勢力を拡大しつつあったペルシア王国は、イオニアの反乱を鎮圧し、エーゲ海東岸から北岸の諸都市を攻略した。これらの地域の都市国家を征服した後、ペルシア王国がギリシア本土へ侵攻してくることは誰の目にも明らかだったが、ギリシアの都市国家はこれに対して有効な手を打つことができず、陸軍国スパルタは王位継承問題を抱えて内紛を起こし、同じ海洋国家であるアテナイとアイギナはペルシアに対する路線の違いと利権争いで相互に略奪を繰り返す有り様であった。
ダレイオス1世の命を受けたペルシア王国の司令官ダティス、およびアルタプレネスは、ヘロドトスによれば600隻の艦隊でキリキアを出立し、途上キクラデス諸島の都市国家ナクソス島、デロス島、エウボイア島のエレトリアを陥落させつつアテナイに迫った。
ペルシア軍は、騎馬部隊の展開しやすい場所であるというヒッピアスの助言によってマラトンに上陸したとされるが、当の騎馬部隊が戦闘で全く活躍していないことから、ヒッピアスはかつて父ペイシストラトスとともにアテナイに帰国して成功した時のルートを通って縁起をかつごうとしたとする説もある。
また、当時アイギナの略奪行為によってファレロン湾を完全に掌握できなかったアテナイが、マラトンを黒海沿岸部への輸出中継地としていたことから上陸地として選ばれたとする説もある。
ペルシア軍の動きを察知していたアテナイは、ミルティアデスをはじめとする10人の将軍を選出、プラタイアからの援軍と合流した重装歩兵部隊をマラトンに派遣し、スパルタにも援軍の使者を出した。

## 経過

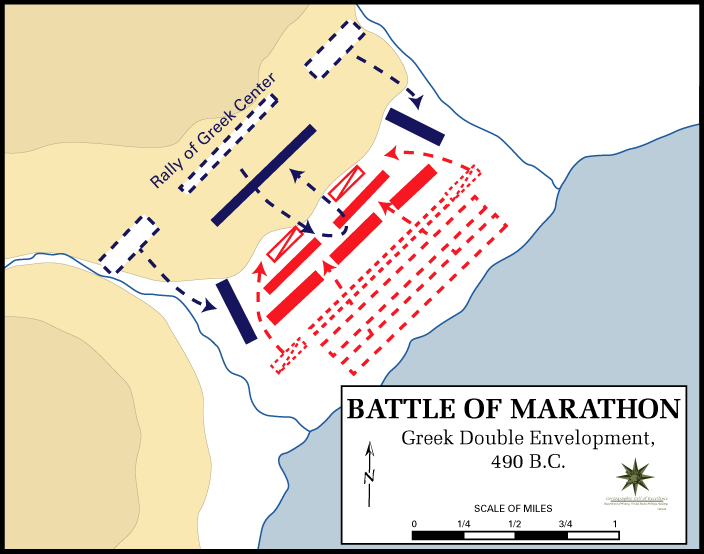
青がギリシア軍、赤がペルシア軍

ダレイオス1世の命を受けたペルシア遠征軍は、ヘロドトスによれば三段櫂船600隻によって輸送されており、兵力の推定は2万以下と考えられている。遠征軍はスコイニア湾に上陸し、軽装歩兵、重装歩兵、騎兵を展開し、中央部に主力を配して陣を張った。対して、 アテナイ兵約9,000、プラタイア兵約600の連合軍は、マラトン南部の街道から侵入し、同地のヘラクレス神域に布陣して、ペルシア軍と対峙した。
アテナイ・プラタイア連合軍を指揮していた将軍たちはここで会議を開いたが、スパルタからの援軍を待つか戦闘を行うかで意見が割れた。しかし、ミルティアデスは、ポレマルコス・アルコン（軍事長官）に就任していたカリマコスを口説き落として主戦論を押し通した。全軍の総指揮官は10人の将軍が日替わりで就任していたが、ミルティアデスは自分の総指揮官の順番がまわってくると、ペルシア軍との開戦に踏み切った。
早朝、ほぼ全軍を重装歩兵でかため、最右翼にカリマコス率いる主力部隊を、最左翼にプラタイアの主力部隊を配置したギリシア軍は、ペルシア軍に総攻撃を仕掛けた。アテナイ・プラタイア連合軍は敵陣と同じ長さの戦線を確保したため、中央部はわずか数列の厚みしかなく最大の弱点であった。しかし、ペルシア軍の戦法を知っていたミルティアデスは、ペルシア軍に駆け足で突撃するという奇襲戦法を用いた。これについては、
- 敵陣までの8スタディオン（約1,480メートル）を一気に駆け抜けた
- 弓の射程まで徒歩で接近し、突然駆けだした
- ペルシア軍が行軍してきたところに駆け足で突撃した

といった説が提唱されている。この行為をペルシア軍は自殺行為と侮ったが、白兵戦に持ち込んだギリシア軍は、重装歩兵密集陣を駆使して長時間にわたって戦い抜いた。戦線を拡張したため、数列しか編成されなかった アリステイデス率いる中央軍はペルシア歩兵に押し込まれたが、両翼は十分な厚みを持っていたため逆にペルシア軍を敗走させた。両翼の軍は敗走する敵を追わず、そのまま中央部のペルシア軍を包囲して壊滅させ、撤退する敵軍を追撃した。この時、カリマコスを含むギリシア軍の死者192人に対して、ペルシア軍の死者は6,400人に達したとされる。また、ペルシア艦艇7隻が拿捕された。
スパルタの増援約2,000人は、出立してからわずか2日でアテナイに到着したとされる（アテナイ-スパルタ間の距離は200キロ以上）が、これは全てが終結した後であった。

## 影響
マラトンの勝利は、アテナイに大きな自信を与えた。マラトンで戦った市民軍はマラトーノマカイと呼ばれ、アテナイ戦士像の理想となり、古典期の陶芸芸術のモティーフとして大きな影響を及ぼした。また、プルタルコスによれば、エウクレス（Eukles）なる兵士が完全武装のままマラトンの戦場からアテナイまで走り、「我ら勝てり」とエウアンゲリオン（良い知らせ）を告げて絶命したという(他の伝承では走者の名をフィリッピデス（Philippides）とするものもある)。これらは後世の創作である可能性もあるが、これをもとに第1回近代オリンピックでは、アテナイ-マラトン間の走行競技が行われた。
アテナイは、遠征軍を撃退したことによってペルシア宥和政策を完全に放棄し、紀元前488年頃には、僭主残党のヒッパルコス（ヒッピアスの友人であるが、僭主政治には加担していない）が陶片追放され、翌年には、マラトンの戦いでペルシア軍と内通し、盾で合戦の合図を送ったとの風説が流れたアルクメオン家（ペルシア宥和派の一族）の中心人物メガクレスがやはり陶片追放された。
奇襲戦法を思いついたミルティアデスはこの勝利で自信をつけたのか、パロス島遠征を決行するものの失敗する。陶片追放にはならなかったが、市民を欺いたとして高額の罰金を支払わされ、さらにそのショックで戦傷が悪化し、死亡したという。プルタルコスによれば、アテナイ人はマラトンの勝利をペルシア戦争の終結と看做したが、ひとりテミストクレスのみは、これを新たな闘争の始まりと看破したとされる。

## マラトンの戦いが描かれた作品
- 『マラソンの戦い』
1959年のイタリア映画。マラトンの戦いと、その際のマラソンの起源となったエピソードを描く。ジャック・ターナー監督、スティーヴ・リーヴス主演。
- 『300 〈スリーハンドレッド〉 〜帝国の進撃〜』
2014年の米国映画。冒頭でマラトンの戦いが描かれるが、実際には戦いに参加していないアテナイのテミストクレスがやはり戦場にはいなかったはずのダレイオス1世を討ち取るという描写がされている。
- 「T・Pぼん」藤子・F・不二雄「マラトン大会戦」
戦闘前夜230kmを駆け抜けた上に、戦闘そのものにも参加して疲労困憊の伝令兵・フィリッピデスを気遣って、眠らせてしまった主人公がエウクレスと名乗って伝令を務める羽目になる。